# Mardaman
Koordinaten: 36° 57′ 31,6″ N, 42° 43′ 17,4″ O
Mardaman war eine bedeutende Stadt in Nordmesopotamien. Sie ist bislang nur aus Quellen bekannt, bestand bereits 2250 v. Chr. und existierte bis ca. 1200 v. Chr.
Übersetzungen von Keilschrifttafeln lassen vermuten, dass sie am Fundort der Bassetki-Statue gelegen haben könnte.
Durch altbabylonische Quellen um 1.800 v. Chr. ist bereits länger eine Stadt namens Mardaman bekannt, die mit der hier erwähnten Stadt identisch sein dürfte. Demnach war sie eine der Königsstädte, die von Šamši-Adad I. im Jahr 1786 v. Chr. erobert wurde und wenige Jahre später wieder zu einem selbständigen Königreich wurde. Von den Turukkäern wurde die Stadt dann um 1768 v. Chr. zerstört. Aus den Keilschrifttexten geht hervor, dass es dadurch nicht zu einem Ende kam, sondern die Stadt bis ca. 1200 v. Chr. weiter existierte.
In älteren Quellen aus der Dritten Dynastie von Ur, ca. 2100–2000 v. Chr., ist die Stadt Mardaman bereits erwähnt. Demnach wurde sie bereits von Naram-Sin um 2250 v. Chr. zum ersten Mal zerstört.

## Fund bei Bassetki
2013 wurde bei Geländeforschungen im Rahmen des Tübinger Sonderforschungsbereichs „RessourcenKulturen“ (SFB 1070) eine Siedlung bei Dorf Bassetki entdeckt. Seit 2016 wurden hier vom Team des Instituts für die Kulturen des Alten Orients (IANES) der Universität Tübingen unter Peter Pfälzner und Hasan Qasim von der Antikendirektion in Dohuk Ausgrabungen durchgeführt. Sie legten eine große Stadt aus der Bronzezeit frei, die wohl 3000 v. Chr. gegründet worden war und für mehr als 1200 Jahre lang florierte. Ab circa 2700 v. Chr. hatte die Stadt eine Mauer, die den oberen Teil der Stadt vor Eindringlingen schützte. Die Stadt hatte ein ausgedehntes Straßennetz, mehrere Wohnviertel und ein palastartiges Gebäude.
Im Sommer 2017 entdeckten Archäologen aus Tübingen am Osthang (Bereich C) 92 Keilschrifttafeln, die in einer Sammlung von Keramikkrügen versteckt waren. Zeitlich wurden sie um 1250 v. Chr. datiert und stammen somit aus der Periode des mittelassyrischen Reichs. Die Altorientalistin Betina Faist übersetzte die Texte und identifizierte die Stadt als Mardama. Aus den Texten ist ebenfalls erkennbar, dass es sich dabei um einen Statthaltersitz handelte.